# Exedra de los epígonos
La Exedra de los epígonos fue una exedra griega en Delfos, en Grecia Central. Sus ruinas se encuentran en el yacimiento arqueológico de Delfos, declarado Patrimonio de la Humanidad por la UNESCO.

## Historia y descripción

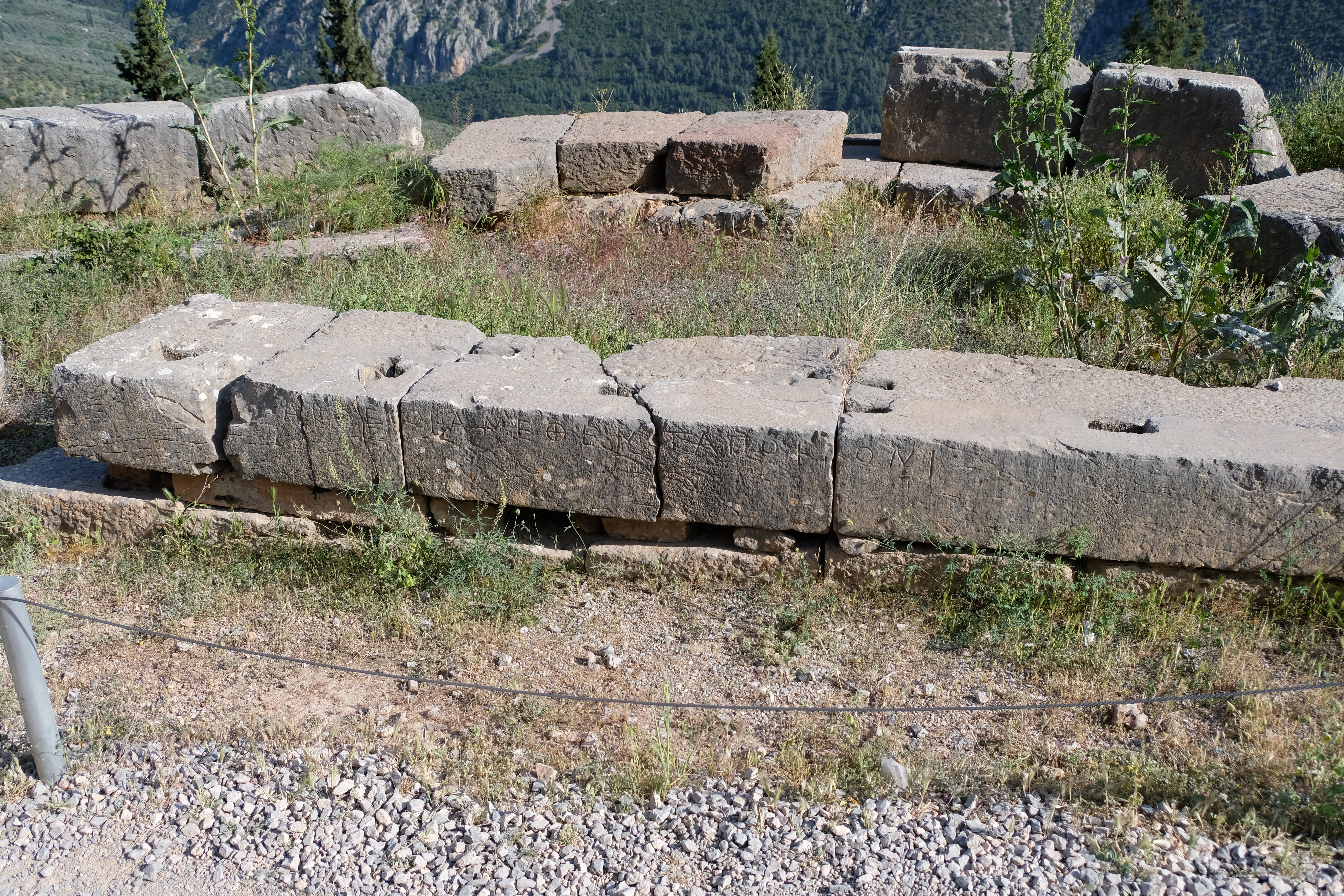
Ruinas de la exedra.

La exedra de los epígonos fue construida por los habitantes de Argos en el período helenístico en el año 300 a. C. Estaba situada a lo largo de la Vía Sagrada que conducía al Templo de Apolo, en su extremo inicial, frente a la Exedra de los reyes de Argos construida por la misma época. La exedra era una estructura semicircular de unos 13 metros de diámetro. Estaba dedicada a los siete epígonos y destinada a la exposición de sus estatuas.